# Alfred Romer
Alfred Sherwood Romer (* 28. Dezember 1894 in White Plains, New York; † 5. November 1973) war ein US-amerikanischer Paläontologe. Sein Fachgebiet war die Evolution der Wirbeltiere.

## Leben
Alfred Sherwood Romer wurde in White Plains, New York geboren, wo er seinen High-School-Abschluss machte. Danach arbeitete er ein Jahr lang als Angestellter bei der Eisenbahn und entschloss sich dann doch für den Besuch eines College. Mit Hilfe eines Stipendiums vom Amherst College konnte er dort Geschichte und deutsche Literatur studieren. Durch häufige Besuche des American Museum of Natural History entdeckte er seine Begeisterung für naturkundliche Fossilien. Bei Ausbruch des Ersten Weltkriegs meldete er sich als Freiwilliger zum Kriegsdienst und wurde sofort in Frankreich eingesetzt.
1919 kam er zurück nach New York und nahm das Studium der Biologie an der Columbia University auf, das er bereits zwei Jahre später mit der Promotion abschloss. Danach war er als wissenschaftliche Hilfskraft an der Bellevue Medical School der New York University beschäftigt und lehrte insbesondere Histologie, Embryologie und Allgemeine Anatomie. 1923 erhielt er einen Ruf von der Universität Chicago, wo er seine spätere Ehefrau Ruth kennenlernte, mit der er drei Kinder hatte.
In Chicago fand er Bedingungen vor, die es ihm ermöglichten, sein Hauptinteresse zu intensivieren – die Paläontologie. So entstanden in den Jahren von 1925 bis 1935 37 Fachartikel, die sich mit diesem Thema befassten.
1934 wurde er zum Professor für Biologie an der Harvard University ernannt. 1946 wurde er Leiter des Harvard Museum of Comparative Zoology (Agassiz Museum). Er verstarb nach kurzer Krankheit am 5. November 1973.
Er begründete in der zoologischen Systematik die Klasse der Fleischflosser Sarcopterygii ROMER 1955.

## Romer-Lücke
Die „Romer-Lücke“ (englisch Romer’s Gap) bezeichnet die fossilarme Zeit vor 359 bis 345 Millionen Jahren nach dem Übergang vom Devon zum Karbon vor 358,9 Millionen Jahren, die Romer ausführlich beschrieben und analysiert hatte. Seine Schlussfolgerung lautete, dass erst ab Mitte des Unterkarbons sich wieder vermehrt Fossilien nachweisen ließen. Somit könnte die Faunenreduzierung eine direkte Folge des vorhergehenden, mit einem großen Massenaussterben verbundenen Hangenberg-Ereignisses sein. Auch wenn durch neuere Funde die Lücke inzwischen weitgehend geschlossen werden konnte, gilt eine längere Regenerationsphase nach wie vor als wahrscheinlich.
Die frühere Annahme, dass eine dauerhafte Sauerstoffverknappung im Unteren Karbon eine Zunahme der Biodiversität verhindert hätte, wird in der aktuellen Fachliteratur nicht mehr geteilt. Stattdessen wird darauf verwiesen, dass viele der damaligen Wirbeltiere (Vertebraten) eine anhaltende Abnahme ihrer Körpergröße verzeichneten. Als Grund für die weltweit auftretende Tendenz zur Kleinwüchsigkeit werden ökologische Faktoren genannt. Die mit der Minimierung der Körpermaße einhergehenden Faktoren wie hohe Reproduktionsraten, schnellere Generationswechsel und größere Populationen gelten hierbei als evolutiver Anpassungsprozess an veränderte Umweltbedingungen.

## Auszeichnungen und Ehrungen
1937 wurde Romer in die American Academy of Arts and Sciences gewählt, 1944 in die National Academy of Sciences und 1951 in die American Philosophical Society.
1954 wurde er mit der Mary Clark Thompson Medal der National Academy of Sciences (NAS) ausgezeichnet und zwei Jahre später erhielt er die Daniel Giraud Elliot Medal der Akademie. 1962 erhielt Romer die Penrose-Medaille der Geological Society of America. 1959 wurde er zum Ehrenmitglied (Honorary Fellow) der Royal Society of Edinburgh gewählt. 1964 wurde er korrespondierendes Mitglied der Bayerischen Akademie der Wissenschaften. 1969 wurde er zum auswärtigen Mitglied („Foreign Member“) der Royal Society gewählt. Ihm zu Ehren wurde die Romer-Simpson Medal benannt, eine Auszeichnung auf dem Gebiet der Wirbeltierpaläontologie der Society of Vertebrate Paleontology, deren Ehrenmitglied er war (1968).

## Schriften
- Vertebrate Paleontology. University of Chicago Press, Chicago 1933.
- Man and the Vertebrates. University of Chicago Press, Chicago 1933.
- The Vertebrate Body. W.B. Saunders, Philadelphia 1949.
- Osteology of the Reptiles. University of Chicago Press, Chicago 1956.
- Notes and Comments on Vertebrate Paleontology. University of Chicago Press, Chicago 1968.